# Gretna Green
Gretna Green – wieś w Wielkiej Brytanii, w Szkocji, w hrabstwie Dumfries and Galloway, w bezpośrednim sąsiedztwie miasta Gretna, przy granicy z Anglią. Jest pierwszą miejscowością po szkockiej stronie granicy, przy dawnym trakcie wiodącym z Londynu do Edynburga – obecnie trasą tą przebiega autostrada M74.

## Małżeństwa
Miejscowość znana z tradycji organizowania ślubów i przyjęć weselnych. Wynika to z historii. W 1754 roku w Anglii zaczął obowiązywać Marriage Act, zwany też Lord Hardwicke’s Marriage Act, w myśl którego wiekiem uprawniającym do legalnego zawarcia małżeństwa było 21 lat. W Szkocji natomiast można było się pobrać bez niczyjej zgody mając lat 15, a ceremonia była bardzo uproszczona. Gretna Green, jako najłatwiej dostępna dla mieszkańców Anglii szkocka miejscowość, stała się punktem docelowym dla młodych par niedysponujących zgodą rodziców na ślub.
Szkockie prawo odnośnie do małżeństw było w porównaniu z angielskim bardziej liberalne nie tylko odnośnie do wieku nowożeńców. Pozwalało, by ceremonię prowadziła dowolna osoba; ceremonia nie musiała być publiczna i mogła ograniczać się do odpowiedzi na dwa pytania: „Czy jesteś w wieku uprawniającym do zawarcia małżeństwa?” i „Czy jesteś stanu wolnego?”. Symbolem takiego ślubu było kowadło, gdyż małżeństwo zawierano często u kowala, który uderzając w kowadło młotem obwieszczał światu zawarcie nowego związku małżeńskiego. W 1843 roku miejscowy kowal chwalił się w liście do redakcji dziennika „The Times” udzieleniem w okresie 25 lat ponad 3500 ślubów. Niektórzy angielscy parlamentarzyści widzieli w zwyczaju zawierania ślubów według obowiązującego w Szkocji prawa zagrożenie dla moralności mieszkańców północnych hrabstw Anglii. W 1856 roku wprowadzono przepis wymagający minimum trzytygodniowego zamieszkiwania na terenie parafii przed nabyciem prawa do zawarcia małżeństwa według szkockiego prawa.
Uproszczona procedura „małżeństwa na skutek deklaracji” została zdelegalizowana w Szkocji w 1940 roku. W 1977 roku w Anglii zezwolono na śluby bez zgody rodziców od 18. roku życia. Nadal jednak prawo szkockie jest bardziej liberalne i pozwala wziąć ślub 2 lata wcześniej, w wieku 16 lat.
Współcześnie w liczącej 2700 mieszkańców miejscowości zawieranych jest co roku ponad 5000 ślubów. Gretna Green uważana jest – w związku ze swoją historią – za romantyczne miejsce, a fraza running away to Gretna Green („uciec do Gretna Green”) weszła do potocznego użycia.

## W kulturze
Odwołania do tradycji ślubów w Gretna Green można znaleźć m.in.:
- w powieści Duma i uprzedzenie Jane Austen
- w powieści Oświadczyny księcia (ang. Sylvester, or the Wicked Uncle) Georgetty Heyer
- w powieści Nemezis Agathy Christie
- w niemej komedii romantycznej Gretna Green z 1915 roku
- we francuskiej komedii Wielkie wakacje z 1967 roku
- w jednym z odcinków serialu BBC Pan wzywał, milordzie?
- w jednym z odcinków serialu BBC EastEnders
- w jednym z odcinków serialu BBC Waterloo Road